# Radeon HD 7000
La série Radeon HD 7000 est une série de cartes graphiques produites par AMD qui a succédé aux Radeon R900 (cartes graphiques HD 6000) en 2012-2013.
Elles répondent au nom de code Southern Islands et sont destinées à concurrencer Nvidia avec ses GeForce G600 d'architecture Kepler. C'est aussi la première famille des Radeon à être gravée en 28 nm.

## Architecture
L'architecture des HD 7000 représente une toute nouvelle approche : L'architecture est scalaire (non vectorielle). Les processeurs de flux fonctionnent donc à plein régime sur une tache.
La puce Tahiti intègre 2 Raster Engine et 2 Tesselator Engine. La largeur du bus mémoire se voit augmentée à 384 bits avec une mémoire cache L2 de 768 ko. Toutes les autres puces auront un cache L2 de 512 Ko.
Par rapport à la simple précision, la double précision bénéficiera d'un ratio de 1/4 sur les puces Tahiti, ratio ramené à 1/16 pour les autres puces de la gamme (notons que la double précision n'était pas présente dans les autres gammes des anciennes Radeon).
Les calculs de nombres entiers seront à plein régime pour le 24 bits, et ramené à 1/4 pour les 32 bits. Ces performances permettent aux Radeon HD 7000 d’être très employés dans le minage des monnaies virtuelles, en plus des performances exceptionnelles des puces GCN avec OpenCL.

## Produits
| Modèles                     | Radeon HD 7730        | Radeon HD 7750        | Radeon HD 7770                      | Radeon HD 7790                      | Radeon HD 7850                      | Radeon HD 7870                      | Radeon HD 7870 XT                   | Radeon HD 7950                      | Radeon HD 7970                      | Radeon HD 7970 GHz Édition          | Radeon HD 7990             |
| --------------------------- | --------------------- | --------------------- | ----------------------------------- | ----------------------------------- | ----------------------------------- | ----------------------------------- | ----------------------------------- | ----------------------------------- | ----------------------------------- | ----------------------------------- | -------------------------- |
| Nom de code                 | Cape Verde LE         | Cape Verde PRO        | Cape Verde XT                       | Bonaire XT                          | Pitcairn PRO                        | Pitcairn XT                         | Tahiti CE                           | Tahiti PRO                          | Tahiti XT                           | Tahiti XT2                          | Malta (2xTahiti XT2)       |
| Architecture                | GCN 1                 | GCN 1                 | GCN 1                               | GCN 2                               | GCN 1                               | GCN 1                               | GCN 1                               | GCN 1                               | GCN 1                               | GCN 1                               | GCN 1                      |
| Gravure                     | 28 nm                 | 28 nm                 | 28 nm                               | 28 nm                               | 28 nm                               | 28 nm                               | 28 nm                               | 28 nm                               | 28 nm                               | 28 nm                               | 28 nm                      |
| Surface de la puce (mm2)    | 123                   | 123                   | 123                                 | 160                                 | 212                                 | 212                                 | 365                                 | 365                                 | 365                                 | 365                                 | 2 × 365                    |
| Nb. transistors (milliards) | 1,50                  | 1,50                  | 1,50                                | 2,08                                | 2,80                                | 2,80                                | 4,31                                | 4,31                                | 4,31                                | 4,31                                | 2 x 4,31                   |
| Mémoire                     | 1024                  | 1024                  | 1024                                | 2048                                | 2048                                | 2048                                | 2048                                | 3072                                | 3072                                | 3072                                | 2 × 3 072                  |
| Type de mémoire             | GDDR5                 | GDDR5                 | GDDR5                               | GDDR5                               | GDDR5                               | GDDR5                               | GDDR5                               | GDDR5                               | GDDR5                               | GDDR5                               | GDDR5                      |
| Fréquence mémoire (MHz)     | 1 125                 | 1 125                 | 1 125                               | 1 500                               | 1 200                               | 1 200                               | 1 500                               | 1 250                               | 1 375                               | 1 500                               | 1 500                      |
| Largeur de bus (bits)       | 128                   | 128                   | 128                                 | 128                                 | 256                                 | 256                                 | 256                                 | 384                                 | 384                                 | 384                                 | 2 x 384                    |
| Bande passante (Go/s)       | 72                    | 72                    | 72                                  | 96                                  | 154                                 | 154                                 | 192                                 | 240                                 | 264                                 | 288                                 | 2 x 288                    |
| Fréquence GPU (MHz)         | 800                   | 800                   | 1 100                               | 1 000                               | 860                                 | 1 000                               | 925                                 | 800                                 | 925                                 | 1 050                               | 1 000                      |
| Nb. stream processors       | 384                   | 512                   | 640                                 | 896                                 | 1024                                | 1 280                               | 1 536                               | 1 792                               | 2 048                               | 2 048                               | 4 096 (2 x 2 048)          |
| Nb. TMU                     | 24                    | 32                    | 40                                  | 56                                  | 64                                  | 80                                  | 96                                  | 112                                 | 128                                 | 128                                 | 256 (2 x 128)              |
| Nb. ROP                     | 16                    | 16                    | 16                                  | 16                                  | 32                                  | 32                                  | 32                                  | 32                                  | 32                                  | 32                                  | 64 (2 x 32)                |
| Cache L2 (ko)               | 512                   | 512                   | 512                                 | 512                                 | 512                                 | 512                                 | 512                                 | 768                                 | 768                                 | 768                                 | 2 x 768                    |
| Fillrate pixels (Gpx/s)     | 12,8                  | 12,8                  | 17,6                                | 16,0                                | 27,52                               | 32,0                                | 29,6                                | 25,6                                | 29,6                                | 33,6                                | 64,0                       |
| Fillrate textures Gtx/s     | 19,2                  | 25,6                  | 44,0                                | 56,0                                | 55,04                               | 80,0                                | 88,8                                | 89,60                               | 118,4                               | 134,4                               | 256,0                      |
| Calcul FP32 (GFLOPS)        | 614                   | 819                   | 1 408                               | 1 792                               | 1 761                               | 2 560                               | 2 842                               | 2 867                               | 3 789                               | 4 096                               | 2 x 3 891                  |
| Calcul FP64 (GFLOPS)        | 38                    | 51                    | 88                                  | 128                                 | 110                                 | 160                                 | 711                                 | 717                                 | 947                                 | 1 024                               | 2 x 973                    |
| Interface                   | PCI Express 16x 3.0   | PCI Express 16x 3.0   | PCI Express 16x 3.0                 | PCI Express 16x 3.0                 | PCI Express 16x 3.0                 | PCI Express 16x 3.0                 | PCI Express 16x 3.0                 | PCI Express 16x 3.0                 | PCI Express 16x 3.0                 | PCI Express 16x 3.0                 | PCI Express 16x 3.0        |
| Connectivité                | 1xDVI - 1xDisplayPort | 1xDVI - 1xDisplayPort | 2xDVI - 1xHDMI - 2xmini-DisplayPort | 2xDVI - 1xHDMI - 2xmini-DisplayPort | 2xDVI - 1xHDMI - 2xmini-DisplayPort | 2xDVI - 1xHDMI - 2xmini-DisplayPort | 2xDVI - 1xHDMI - 2xmini-DisplayPort | 2xDVI - 1xHDMI - 2xmini-DisplayPort | 2xDVI - 1xHDMI - 2xmini-DisplayPort | 2xDVI - 1xHDMI - 2xmini-DisplayPort | 1xDVI - 4xmini-DisplayPort |
| Version DirectX             | 11.1                  | 11.1                  | 11.1                                | 12.0                                | 11.1                                | 11.1                                | 11.1                                | 11.1                                | 11.1                                | 11.1                                | 11.1                       |
| Version OpenGL              | 4.3                   | 4.3                   | 4.3                                 | 4.3                                 | 4.3                                 | 4.3                                 | 4.3                                 | 4.3                                 | 4.3                                 | 4.3                                 | 4.3                        |
| Version OpenCL              | 1.2                   | 1.2                   | 1.2                                 | 1.2                                 | 1.2                                 | 1.2                                 | 1.2                                 | 1.2                                 | 1.2                                 | 1.2                                 | 1.2                        |
| TDP (W)                     | 47                    | 55                    | 80                                  | 85                                  | 130                                 | 175                                 | 185                                 | 200                                 | 250                                 | 260                                 | 375                        |
| Date de sortie              | 1er mai 2013          | 15 février 2012       | 15 février 2012                     | 22 mars 2013                        | 5 mars 2012                         | 5 mars 2012                         | 19 novembre 2012                    | 31 janvier 2012                     | 22 décembre 2011                    | 22 juin 2012                        | 24 avril 2013              |